# Ariana Afghan Airlines
Ariana Afghan Airlines (pashto: د آريانا افغان هوايي شرکت) är ett flygbolag med hemvist på Kabuls flygplats i Afghanistan. Det grundades år 1955 och ägs av Afghanska staten. Bolaget har flygförbud inom EU

## Flotta

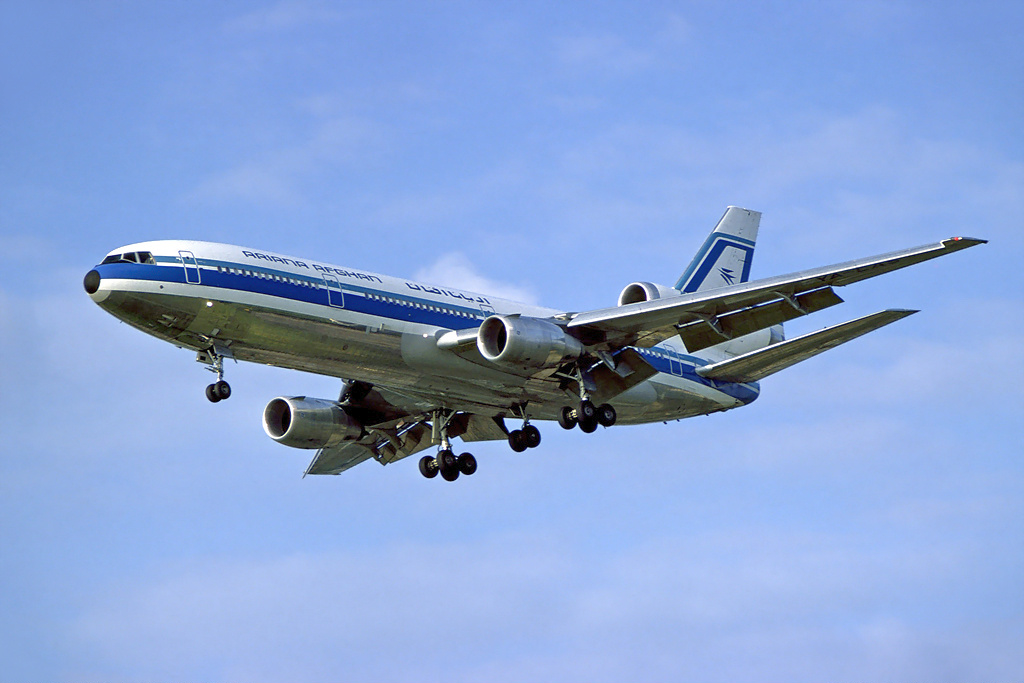
Arianas
DC-10, 1980.

För närvarande (2021) består Arianas flotta av en Airbus A310 och tre Boeing 737 men det har tidigare flugit med bland annat:
- Airbus A300
- AN-24
- Boeing 707
- Boeing 727
- DC-10
- Tupolev Tu-154
- Jak-40

I samband med att sovjetiska trupper intog Kabul beslagtogs en motor till en DC-10 och fördes till Sovjetunionen.